# Ускала

Ускала — река в России, протекает в Вологодской области, в Нюксенском районе. Устье реки находится в 133 км по правому берегу реки Сухона. Длина реки составляет 18 км.
Исток Ускалы находится в Ускальском болоте Савранское в 27 км к юго-востоку от села Нюксеница. Течёт по ненаселённому лесу на север, впадает в Сухону тремя километрами ниже посёлка Матвеево.

## Данные водного реестра
По данным государственного водного реестра России относится к Двинско-Печорскому бассейновому округу, водохозяйственный участок реки — Северная Двина от начала реки до впадения реки Вычегда, без рек Юг и Сухона (от истока до Кубенского гидроузла), речной подбассейн реки — Сухона. Речной бассейн реки — Северная Двина.
По данным геоинформационной системы водохозяйственного районирования территории РФ, подготовленной Федеральным агентством водных ресурсов: 
- Код водного объекта в государственном водном реестре — 03020100312103000009333
- Код по гидрологической изученности (ГИ) — 103000933
- Код бассейна — 03.02.01.003
- Номер тома по ГИ — 03
- Выпуск по ГИ — 0